# Campionat del Món de Futsal AMF 2011

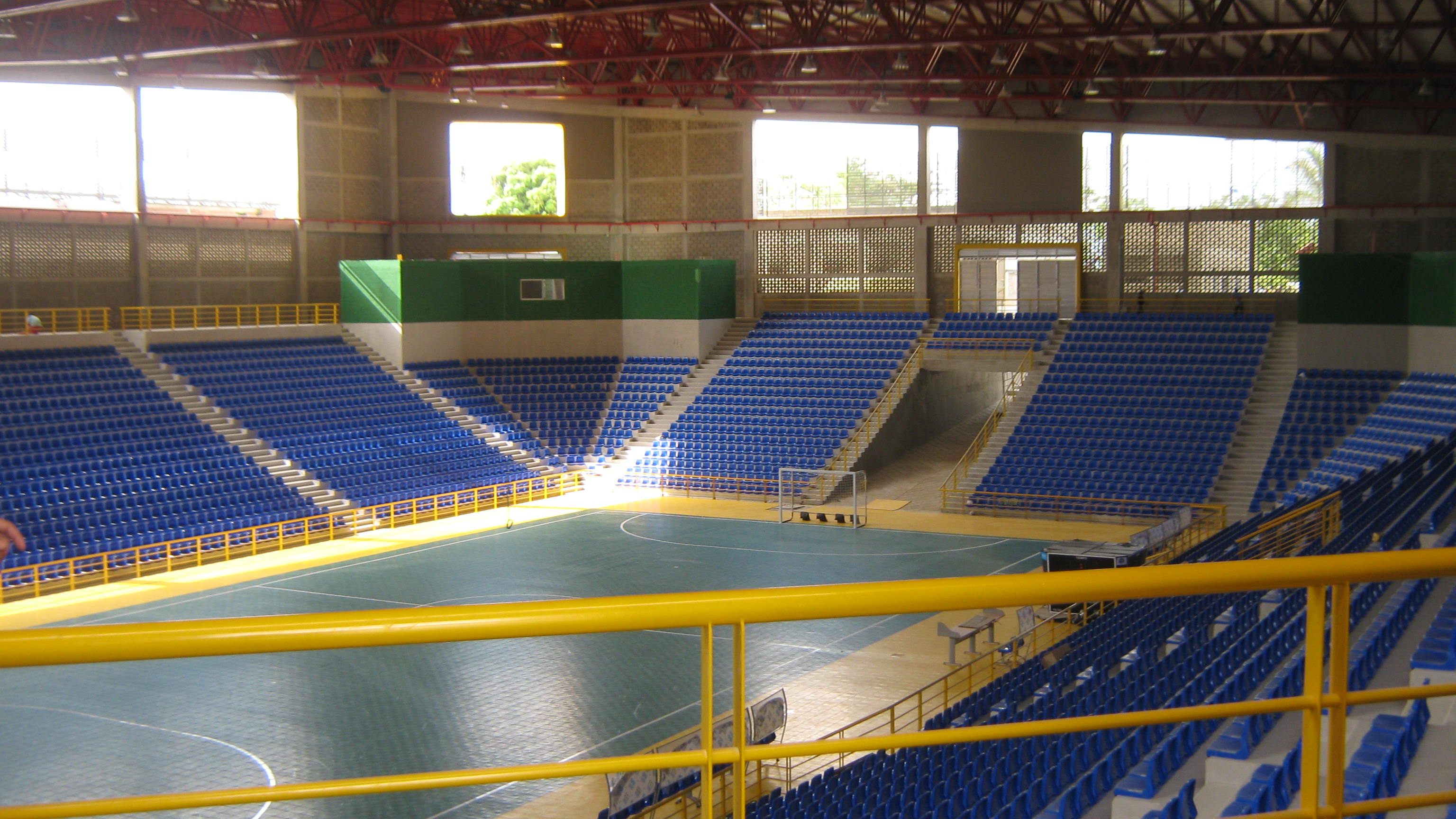
Coliseo Bicentenario de Bucaramanga

El X Campionat del Món de Futsal de l'Associació Mundial de Futsal es disputà entre el 15 i el 26 de març de 2011 a diverses ciutats de Colòmbia. Va ser organitzat per la Federación Colombiana de Fútbol de Salón (FCFS) sota els auspicis de l'Associació Mundial de Futsal (AMF) i va comptar amb la participació de 16 seleccions nacionals.
Els partits es van disputar al Coliseo Bicentenario (Bucaramanga), al Coliseo Álvaro Mesa Amaya (Villavicencio), al Coliseo El Salitre (Bogotà) i al Coliseo Tulio Ospina (Bello).
Colòmbia es va proclamar campiona, aconseguint el seu segon mundial, després de guanyar Paraguai a la final.

## Participants
| Grup A | Grup A          |
| ------ | --------------- |
|        | Argentina       |
|        | Brasil          |
|        | Rússia          |
|        | Ossètia del Sud |

| Grup B | Grup B    |
| ------ | --------- |
|        | Canadà    |
|        | Catalunya |
|        | Perú      |
|        | Uruguai   |

| Grup C | Grup C       |
| ------ | ------------ |
|        | Belarús      |
|        | Colòmbia     |
|        | Equador      |
|        | Nova Zelanda |

| Grup D | Grup D    |
| ------ | --------- |
|        | Mèxic     |
|        | Paraguai  |
|        | R. Txeca  |
|        | Veneçuela |

## Fase preliminar

### Grup A
| GRUP A          | Pts | PJ | PG | PE | PP | GF | GC | DG |
| --------------- | --- | -- | -- | -- | -- | -- | -- | -- |
| Argentina       | 5   | 3  | 2  | 1  | 0  | 14 | 10 | +4 |
| Rússia          | 4   | 3  | 2  | 0  | 1  | 11 | 9  | +2 |
| Brasil          | 3   | 3  | 1  | 1  | 1  | 13 | 13 | =  |
| Ossètia del Sud | 0   | 3  | 0  | 0  | 3  | 6  | 12 | -6 |

| 15 de març - 19:30                                      |     |                                                   |                                  |
| Argentina                                               | 5-5 | Brasil                                            | Coliseo Bicentenario Bucaramanga |
| Núñez 4', 25' Contreras 14' Giordannino 28' Figuero 29' |     | Campos 12', 38' Negri 16', 36' Contreras (pp) 35' | Coliseo Bicentenario Bucaramanga |

| 15 de març - 21:00           |     |                 |                                  |
| Rússia                       | 3-1 | Ossètia del Sud | Coliseo Bicentenario Bucaramanga |
| Maxim 12' Kuramshin 25', 37' |     | Tautiev 17'     | Coliseo Bicentenario Bucaramanga |

| 17 de març - 19:30 |     |                 |                                  |
| Brasil             | 4-3 | Ossètia del Sud | Coliseo Bicentenario Bucaramanga |
|                    |     |                 | Coliseo Bicentenario Bucaramanga |

| 17 de març - 21:00 |     |        |                                  |
| Argentina          | 4-3 | Rússia | Coliseo Bicentenario Bucaramanga |
|                    |     |        | Coliseo Bicentenario Bucaramanga |

| 18 de març - 19:30 |     |        |                                  |
| Rússia             | 5-4 | Brasil | Coliseo Bicentenario Bucaramanga |
|                    |     |        | Coliseo Bicentenario Bucaramanga |

| 18 de març - 21:00 |     |                 |                                  |
| Argentina          | 5-2 | Ossètia del Sud | Coliseo Bicentenario Bucaramanga |
|                    |     |                 | Coliseo Bicentenario Bucaramanga |

### Grup B
| GRUP B    | Pts | PJ | PG | PE | PP | GF | GC | DG |
| --------- | --- | -- | -- | -- | -- | -- | -- | -- |
| Perú      | 6   | 3  | 3  | 0  | 0  | 15 | 7  | +6 |
| Catalunya | 4   | 3  | 2  | 0  | 1  | 13 | 10 | +3 |
| Uruguai   | 2   | 3  | 1  | 0  | 2  | 12 | 13 | -1 |
| Canadà    | 0   | 3  | 0  | 0  | 3  | 9  | 19 | -8 |

| 16 de març - 19:30 |     |         |                                         |
| Perú               | 3-2 | Uruguai | Coliseo Álvaro Mesa Amaya Villavicencio |
|                    |     |         | Coliseo Álvaro Mesa Amaya Villavicencio |

| 16 de març - 21:00                  |     |                                    |                                         |
| Catalunya                           | 4-3 | Canadà                             | Coliseo Álvaro Mesa Amaya Villavicencio |
| Fuster 5', 27' Vila 15' Gallego 30' |     | González 4' Mattew 14' Laurito 37' | Coliseo Álvaro Mesa Amaya Villavicencio |

| 17 de març - 19:30 |     |        |                                         |
| Uruguai            | 8-3 | Canadà | Coliseo Álvaro Mesa Amaya Villavicencio |
|                    |     |        | Coliseo Álvaro Mesa Amaya Villavicencio |

| 17 de març - 21:00                      |     |                  |                                         |
| Perú                                    | 5-2 | Catalunya        | Coliseo Álvaro Mesa Amaya Villavicencio |
| Anaya 15' Soto 17', 32', 37' García 39' |     | Vila 35'(p), 35' | Coliseo Álvaro Mesa Amaya Villavicencio |

| 18 de març - 19:30                                               |     |                       |                                         |
| Catalunya                                                        | 7-2 | Uruguai               | Coliseo Álvaro Mesa Amaya Villavicencio |
| Vila 17' Fuster 25', 27' Paredes 31', 37' Sinyol 38' Gallego 39' |     | Eguren 2' Marotta 24' | Coliseo Álvaro Mesa Amaya Villavicencio |

| 18 de març - 21:00 |     |        |                                         |
| Perú               | 7-3 | Canadà | Coliseo Álvaro Mesa Amaya Villavicencio |
|                    |     |        | Coliseo Álvaro Mesa Amaya Villavicencio |

### Grup C
| GRUP C       | Pts | PJ | PG | PE | PP | GF | GC | DG  |
| ------------ | --- | -- | -- | -- | -- | -- | -- | --- |
| Colòmbia     | 6   | 3  | 3  | 0  | 0  | 33 | 0  | +33 |
| Belarús      | 4   | 3  | 2  | 0  | 1  | 10 | 13 | -3  |
| Equador      | 2   | 3  | 1  | 0  | 2  | 8  | 24 | -16 |
| Nova Zelanda | 0   | 3  | 0  | 0  | 3  | 4  | 18 | -14 |

| 16 de març - 19:30 |      |         |                           |
| Colòmbia           | 14-0 | Equador | Coliseo El Salitre Bogotà |
|                    |      |         | Coliseo El Salitre Bogotà |

| 16 de març - 21:00 |     |              |                           |
| Belarús            | 4-0 | Nova Zelanda | Coliseo El Salitre Bogotà |
|                    |     |              | Coliseo El Salitre Bogotà |

| 17 de març - 19:30 |     |              |                           |
| Equador            | 6-4 | Nova Zelanda | Coliseo El Salitre Bogotà |
|                    |     |              | Coliseo El Salitre Bogotà |

| 17 de març - 21:00 |      |         |                           |
| Colòmbia           | 11-0 | Belarús | Coliseo El Salitre Bogotà |
|                    |      |         | Coliseo El Salitre Bogotà |

| 18 de març - 19:30 |     |         |                           |
| Belarús            | 6-2 | Equador | Coliseo El Salitre Bogotà |
|                    |     |         | Coliseo El Salitre Bogotà |

| 18 de març - 21:00 |     |              |                           |
| Colòmbia           | 8-0 | Nova Zelanda | Coliseo El Salitre Bogotà |
|                    |     |              | Coliseo El Salitre Bogotà |

### Grup D
| GRUP D     | Pts | PJ | PG | PE | PP | GF | GC | DG  |
| ---------- | --- | -- | -- | -- | -- | -- | -- | --- |
| Paraguai   | 5   | 3  | 2  | 1  | 0  | 22 | 4  | +17 |
| Veneçuela  | 5   | 3  | 2  | 1  | 0  | 18 | 3  | +15 |
| Rep. Txeca | 2   | 3  | 1  | 0  | 2  | 6  | 7  | -1  |
| Mèxic      | 0   | 3  | 0  | 0  | 3  | 1  | 33 | -31 |

| 16 de març - 19:30 |     |           |                            |
| Paraguai           | 2-2 | Veneçuela | Coliseo Tulio Ospina Bello |
|                    |     |           | Coliseo Tulio Ospina Bello |

| 16 de març - 21:00 |     |       |                            |
| República Txeca    | 4-0 | Mèxic | Coliseo Tulio Ospina Bello |
|                    |     |       | Coliseo Tulio Ospina Bello |

| 17 de març - 19:30 |      |       |                            |
| Veneçuela          | 11-0 | Mèxic | Coliseo Tulio Ospina Bello |
|                    |      |       | Coliseo Tulio Ospina Bello |

| 17 de març - 21:00 |     |                 |                            |
| Paraguai           | 2-1 | República Txeca | Coliseo Tulio Ospina Bello |
|                    |     |                 | Coliseo Tulio Ospina Bello |

| 18 de març - 19:30 |     |           |                            |
| República Txeca    | 5-1 | Veneçuela | Coliseo Tulio Ospina Bello |
|                    |     |           | Coliseo Tulio Ospina Bello |

| 18 de març - 21:00 |      |       |                            |
| Paraguai           | 18-1 | Mèxic | Coliseo Tulio Ospina Bello |
|                    |      |       | Coliseo Tulio Ospina Bello |

## Fase final
Els encreuaments de la fase final van ser els següents:
|  | Quarts de final | Quarts de final |            |        | Semifinals  | Semifinals  |  |  | Final      | Final |
|  |                 |                 |            |        |             |             |  |  |            |       |
|  | 20 de març      |                 |            |        |             |             |  |  |            |       |
|  |                 |                 |            |        |             |             |  |  |            |       |
|  | Argentina       | 7               |            |        |             |             |  |  |            |       |
|  | Argentina       | 7               | 23 de març |        |             |             |  |  |            |       |
|  | Catalunya       | 0               |            |        |             |             |  |  |            |       |
|  | Catalunya       | 0               | Argentina  | 2      |             |             |  |  |            |       |
|  | 21 de març      |                 | Argentina  | 2      |             |             |  |  |            |       |
|  |                 | Colòmbia        | 3          |        |             |             |  |  |            |       |
|  | Colòmbia        | Colòmbia        | 3          | 4      |             |             |  |  |            |       |
|  | Colòmbia        |                 | 26 de març | 4      |             |             |  |  |            |       |
|  | Veneçuela       | 2               |            |        |             |             |  |  |            |       |
|  | Veneçuela       | 2               | Colòmbia   | 8      |             |             |  |  |            |       |
|  | 20 de març      |                 | Colòmbia   | 8      |             |             |  |  |            |       |
|  |                 | Paraguai        | 2          |        |             |             |  |  |            |       |
|  | Perú            | Paraguai        | 2          | 2      |             |             |  |  |            |       |
|  | Perú            | 24 de març      |            | 2      |             |             |  |  |            |       |
|  | Rússia          | 6               |            |        |             |             |  |  |            |       |
|  | Rússia          | 6               | Rússia     | 5 (2)p | Tercer lloc | Tercer lloc |  |  |            |       |
|  | 21 de març      |                 | Rússia     | 5 (2)p | Tercer lloc | Tercer lloc |  |  |            |       |
|  |                 | Paraguai        | 5 (3)p     |        |             |             |  |  |            |       |
|  | Paraguai        | Paraguai        | 5 (3)p     | 3      | Argentina   | 8           |  |  |            |       |
|  | Paraguai        |                 |            | 3      | Argentina   | 8           |  |  |            |       |
|  | Belarús         | 2               |            | Rússia | 4           |             |  |  |            |       |
|  | Belarús         | 2               |            |        | 4           |             |  |  |            |       |
|  |                 |                 |            |        |             |             |  |  | 26 de març |       |
|  |                 |                 |            |        |             |             |  |  |            |       |

Quarts de final
| 20 de març - 19:30 |     |           |                           |
| Argentina          | 7-0 | Catalunya | Coliseo El Salitre Bogotà |
|                    |     |           | Coliseo El Salitre Bogotà |

| 20 de març - 21:30 |     |        |                           |
| Perú               | 2-6 | Rússia | Coliseo El Salitre Bogotà |
|                    |     |        | Coliseo El Salitre Bogotà |

| 21 de març - 19:30 |     |         |                           |
| Paraguai           | 3-2 | Belarús | Coliseo El Salitre Bogotà |
|                    |     |         | Coliseo El Salitre Bogotà |

| 21 de març - 21:30 |     |           |                           |
| Colòmbia           | 4-2 | Veneçuela | Coliseo El Salitre Bogotà |
|                    |     |           | Coliseo El Salitre Bogotà |

Semifinals
| 23 de març - 19:30 |     |          |                                  |
| Argentina          | 2-3 | Colòmbia | Coliseo Bicentenario Bucaramanga |
|                    |     |          | Coliseo Bicentenario Bucaramanga |

| 24 de març - 21:30 |            |          |                            |
| Rússia             | 5-5 (2-3)p | Paraguai | Coliseo Tulio Ospina Bello |
|                    |            |          | Coliseo Tulio Ospina Bello |

3r i 4t llocs
| 26 de març - 19:30                                              |     |                                                    |                           |
| Argentina                                                       | 8-4 | Rússia                                             | Coliseo El Salitre Bogotà |
| Núñez 1', 6' Miranda 9', 11' Figueroa 30', 31', 31' Sánchez 38' |     | Monakhov 11', 24' Kuramshin 24' Giordanno (pp) 27' | Coliseo El Salitre Bogotà |

Final
| 26 de març - 21:00                                          |     |                           |                           |
| Colòmbia                                                    | 8-2 | Paraguai                  | Coliseo El Salitre Bogotà |
| Pinilla 2', 7', 19', 31' Estupiñán 10', 39' Cuervo 30', 37' |     | Santander 11' Delgado 34' | Coliseo El Salitre Bogotà |

| Colòmbia        |
| Campió COLÒMBIA |